# Вадсё
Ва́дсё (норв. Vadsø, фин. Vesisaari, северносаам. Čáhcesuolu, помор. Ваcин) — город и коммуна в Норвегии, административный центр фюльке Финнмарк. В некоторых русскоязычных энциклопедиях встречаются названия Вадсе, Вадзэ, Вадсо, Вадсэ и Вадс-Э.
Население — 6 186 человек. Город расположен на южном берегу полуострова Варангер. В Вадсё расположен аэропорт государственного значения и морской порт.

## География
Город Вадсё расположен на крайнем северо-востоке материковой Норвегии, в фюльке Финнмарк, на полуострове Варангер, на северном берегу Варангер-фьорда. Ближайшие города — Киркенес в 174 км к юго-востоку и Вардё в 75 км к востоку. Часть города находится на одноимённом острове, отделённом от материка 750-метровым проливом. Основной массив застройки размещён вдоль четырёх параллельных берегу Варангер-фьорда улиц.

## История
На острове Вадсё обнаружены следы древнейших поселений, относящиеся к 9-му тысячелетию до нашей эры. Первое письменное упоминание о поселении на острове Вадсё относится к XVI веку; тогда это была рыбацкая деревня саамов с церковью. В XVII веке население в основном переместилось на материк, в 1717 году туда была перенесена и новая церковь.
Статус города поселению был предоставлен в 1833 году, а в 1838 году Вадсё стал центром коммуны. С этого времени начинается бурный рост Вадсё. Если в начале XIX века здесь проживало 550 человек, то в конце столетия — уже 3,2 тысячи. Вадсё, активно развивавшийся за счёт поморской торговли, стал важным центром миграции. Сюда прибывали поселенцы из Финляндии и северной Швеции, которые страдали от голода. Смешение финских мигрантов, саамов и северных норвежцев привело к формированию новой народности — квенов, говорившей на особом диалекте финского языка (квенском). Вадсё стал центром общины квенов в Северной Норвегии, а финский язык с его квенским диалектом быстро сделался языком большинства населения (он по сей день используется в некоторых семьях). Основными занятиями населения Вадсё в XIX веке были торговля (преимущественно с российским Поморьем), рыболовецкий и китобойный промысел (на острове Вадсё изобретатель гарпунной пушки Свен Фойн открыл свою первую китобойную станцию), оленеводство.
Вадсё стал отправной точкой двух воздушных экспедиций на дирижаблях к Северному полюсу: сначала Руаля Амундсена (дирижабль «Норвегия», 1926 год), затем Умберто Нобиле (дирижабль «Италия», 1928 год).
Во время Второй мировой войны Вадсё был оккупирован германскими войсками в 1940 году. С началом Великой Отечественной войны Вадсё использовался для базирования катеров и лёгких сил кригсмарине, действовавших в Баренцевом море против советского Северного флота. В 1944 году он сильно пострадал от воздушных налётов советской авиации. Наиболее разрушительные бомбардировки пришлись на август–сентябрь 1944 года; тогда было уничтожено 2/3 городских зданий. Наиболее крупный налёт состоялся 23 августа 1944 года, в нём участвовал 171 самолёт (включая штурмовики и истребители сопровождения), из-за сильной облачности большая часть отбомбилась по жилой застройке, в городе возникло 36 очагов пожаров, в гавани потоплен немецкий сторожевой корабль и повреждены 2 транспорта, разрушено 15 объектов в порту, убито 11 и ранено 32 немецких солдат. Тем не менее, в отличие от большинства мест в Финнмарке, в центре города сохранились деревянные дома XIX века. После войны большая часть Вадсё была отстроена заново в соответствии с действовавшим до 1952 года «Постановлением о сожжённых местах».

## Транспорт
Коммуна связана с общенорвежской дорожной системой шоссейной дорогой. Через Вадсё проходит Европейский маршрут E75, далее в Варангерботн соединяющийся с маршрутом Е6 и затем через мост Тана идущий в сторону границы с Финляндией. В Киби, к востоку от города Вадсё, действует аэропорт. В гавань Вадсё заходят суда пассажирской линии Хюртирута.

## Экономика

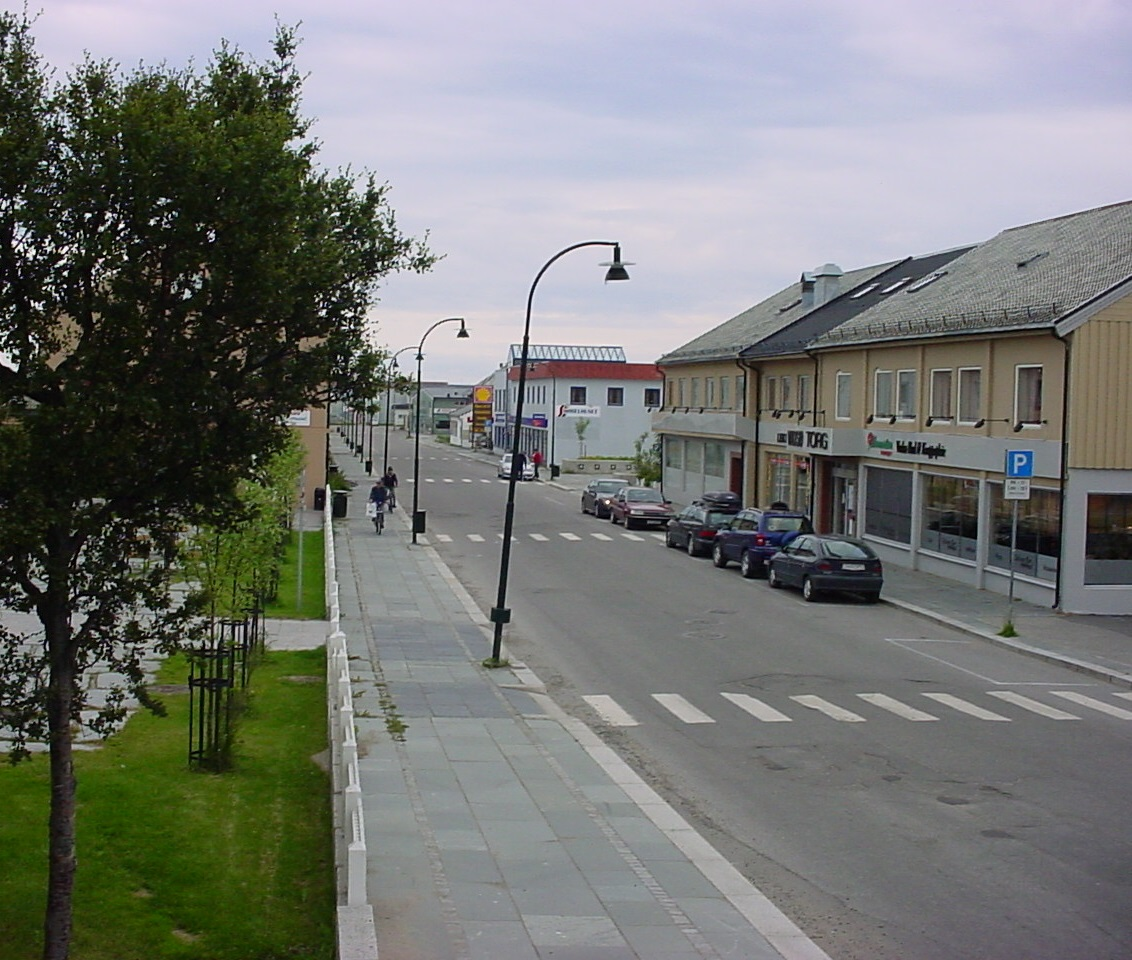
Улица Толлбугата в Вадсё

Традиционная отрасль хозяйства в Вадсё — рыбная ловля, однако со второй половины XX века её значение упало. В коммуне имеются два рыбообрабатывающих завода, а на острове Вадсё — завод по изготовлению консервированной сельди. Немного занятых и в сельском хозяйстве коммуны. В основе экономики Вадсё сейчас лежит сфера услуг, в первую очередь туризм; в обслуживании занятых больше, чем в промышленности, рыбной ловле и сельском хозяйстве вместе взятых. В коммуне развиваются преимущественно экологический и спортивный туризм; последний представлен охотой и морской рыбалкой. Росту туризма способствует развитие транспортной инфраструктуры в последние десятилетия. Помимо туризма, занятость обеспечивают сектора социальных услуг (в том числе здравоохранение) и транспортной логистики (грузовой порт в Вадсё), а также полиграфия и издательское дело.

## СМИ
В городе работает филиал государственного теле- и радиоканала NRK, а также имеется собственная радиостанция Varangerradio. Ежедневно в городе издаётся газета Finnmarkena и выходит еженедельник Varangeren.

## Достопримечательности
Важной архитектурной доминантой Вадсё является церковь («Церковь Полярного моря»), построенная в 1958 году по проекту Магнуса Поулссона; очертания двух высоких башен кирхи напоминают айсберги. Церковь построена на месте старой деревянной кирхи 1861 года, сгоревшей при бомбардировке в 1944 году. Примечательны также пережившие войну деревянные здания XIX века; это крупнейший сохранившийся в Финнмарке пласт старой застройки.
На территории Вадсё действуют несколько филиалов музея Варангера:
- музей Вадсё с экспозицией, посвящённой истории города и коммуны, поморской торговле, а также быту и культуре норвежцев, финнов, саамов и квенов. Музей был открыт в 1971 году, а в 2006 вошёл в состав объединённого музея Варангера.
- усадьба Эсбенсен — дом зажиточной норвежской семьи 1840-х годов; экспозиция представляет типичный пример интерьеров жилья высшего городского общества Северной Норвегии XIX века.
- ферма Туомайнен — традиционный квенский двор середины XIX века, построенный в местном стиле Варангерхюс (под одной крышей находятся хлев и жилые помещения)[5]; помимо главного здания, в комплекс входят амбары, кузница, конюшни, сауна и действующая историческая пекарня[10]
- ферма Биетиль — квенский двор 1880-х годов с доками; летом здесь проходят художественные и фотовыставки[5].
- Щельдсенбрюкет — филиал, расположенный в рыбацкой деревне Эккерёй в 13 км к востоку от Вадсё; здесь можно осмотреть старые причалы и фабрику по обработке креветок и рыбьего жира[10]
- культурно-исторический парк на острове Вадсё, образованный в 1997 году. Здесь сохранились руины средневекового поселения, стартовая вышка воздушных экспедиций Амундсена и Нобиле, старое поморское кладбище, а также остатки сооружений времён Второй мировой войны — бункеров, траншей и огневых точек[5]. На причале паромов Хюртирута работает выставка «Дирижабли и корабли», рассказывающая о типах местных рыбацких лодок и об истории экспедиций Амундсена и Нобиле[10].

На острове Вадсё находится также заповедник морской фауны (среди его обитателей — редкие виды уток и куликов).

## Культура
Ежегодно в марте в Вадсё проходит джазовый фестиваль — Varangerfestivalen, на который съезжаются исполнители со всего мира. А с 2004 года в городе проходит и единственный в мире фестиваль, посвящённый крабам — Kongekrabbefestivalen Polar spectacle.
В городе имеется свой джазовый клуб, а также свои оркестры и народные хоровые коллективы.
Среди исполнителей современной музыки можно выделить группы Daap, Whateverland, Ursus Maritimus, Ed[og]Lys и многих других.

## Галерея

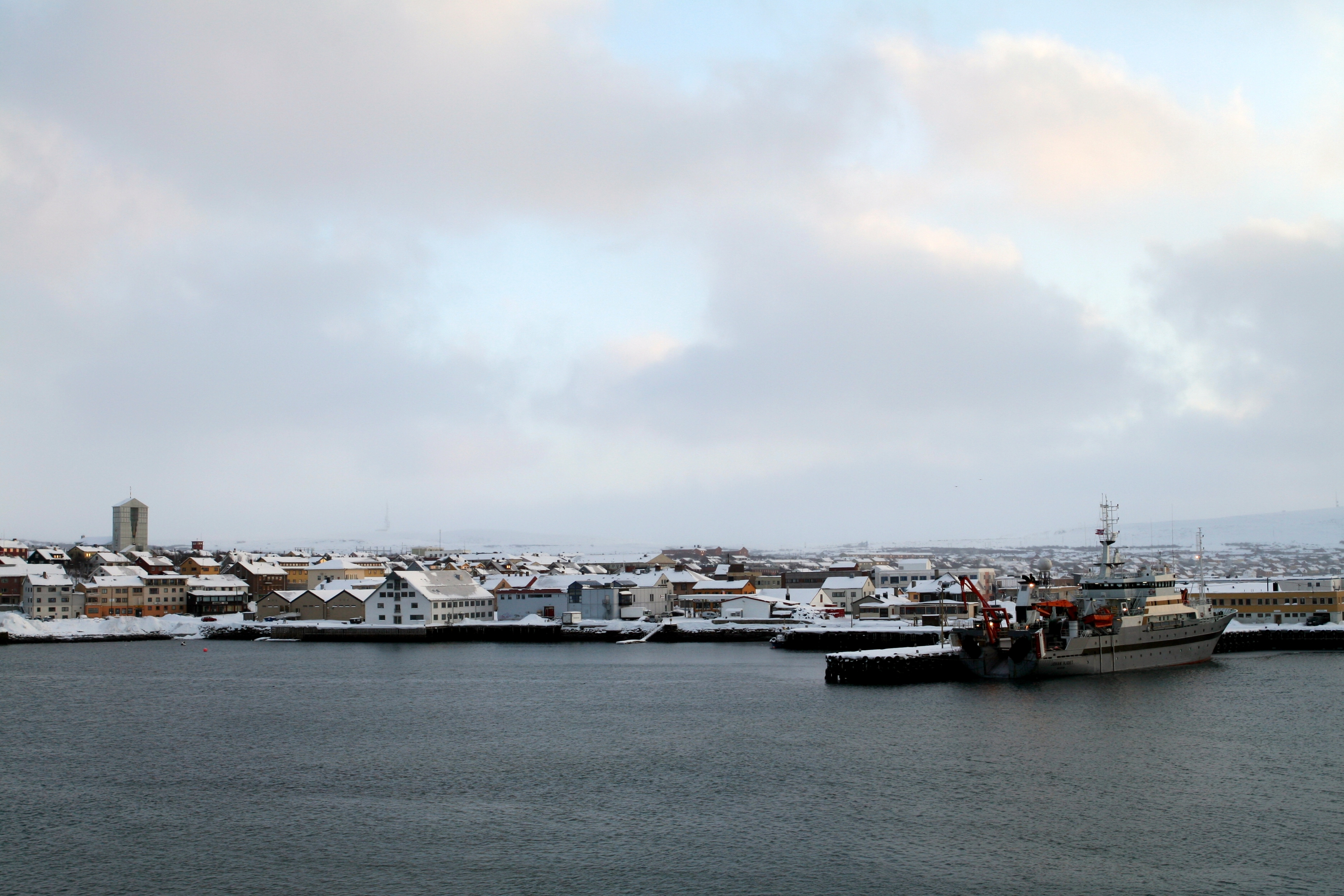
Город с залива
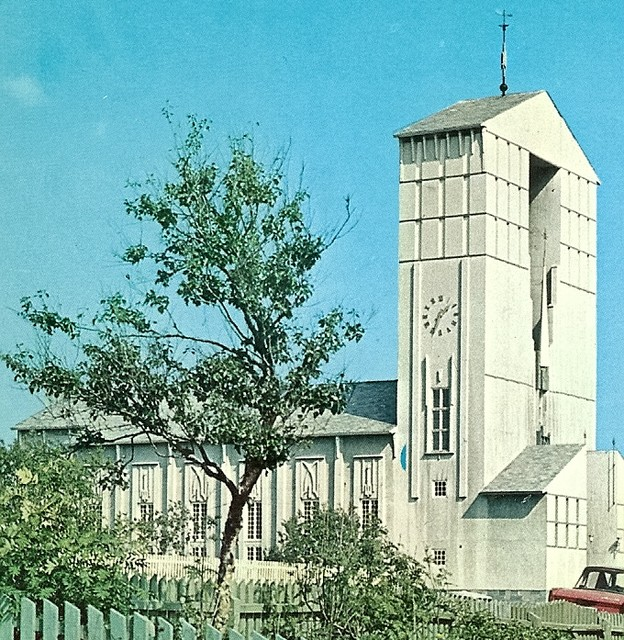
Кирха
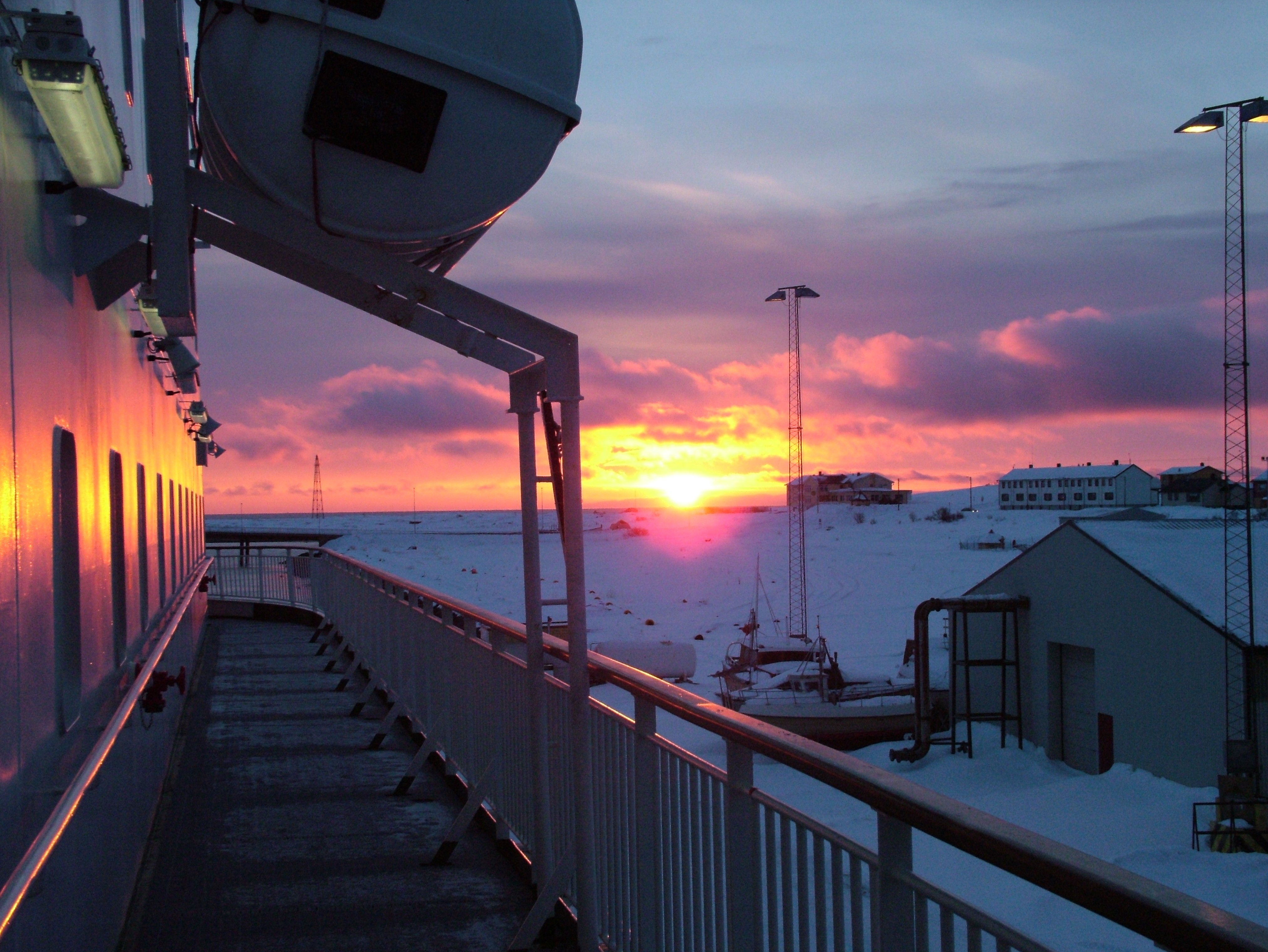

## Города-побратимы
| Страна    | Город             |
| --------- | ----------------- |
| Дания     | Хольстебро        |
| Финляндия | Карккила          |
| Финляндия | Кемиярви          |
| Россия    | Мурманск (с 1973) |
| Швеция    | Укселёсунд        |